# Eendracht Mechelen-aan-de-Maas

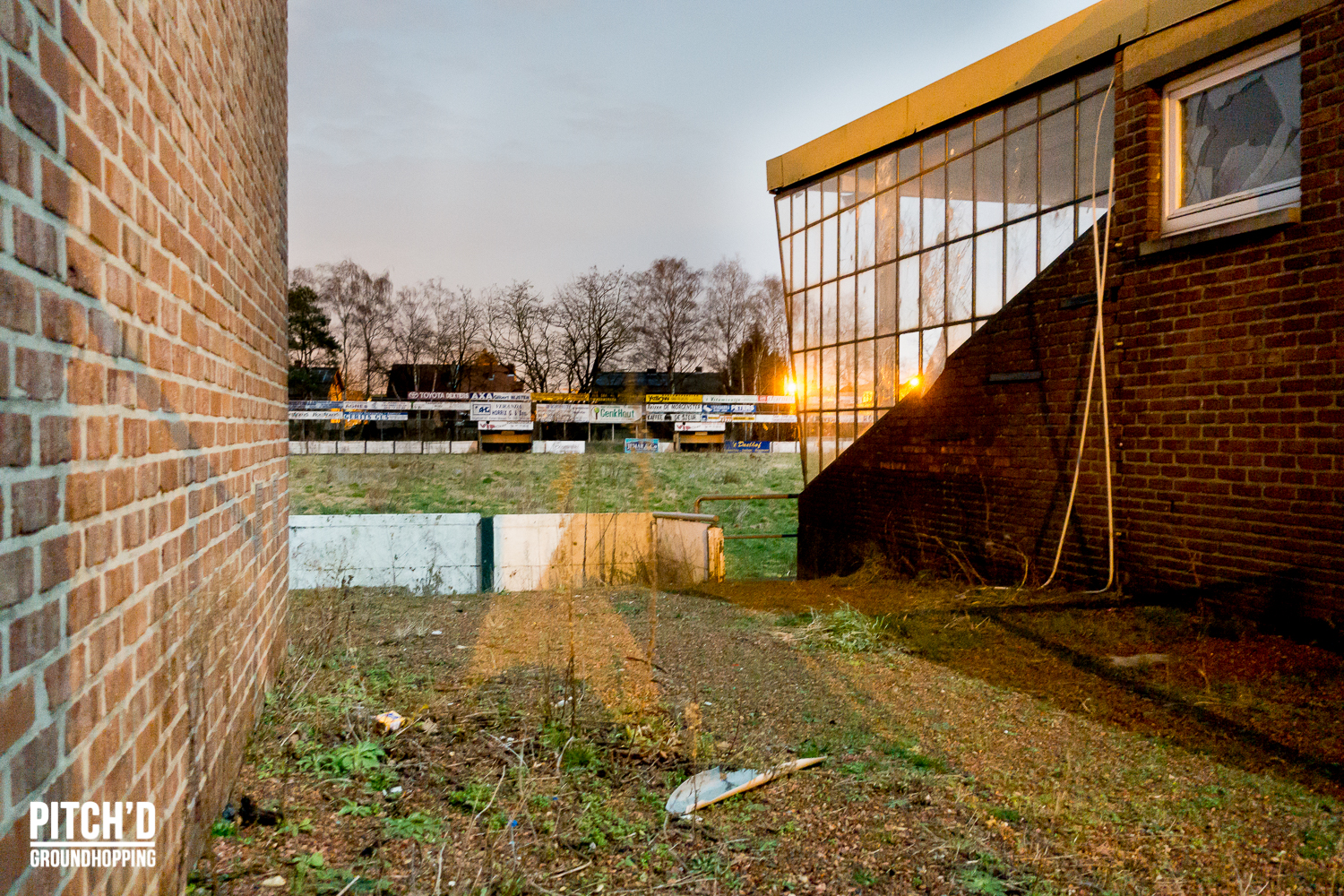
Het verlaten stadion van Verbroedering Maasmechelen aan de Boudewijnlaan in 2014.

Eendracht Mechelen-aan-de-Maas is een Belgische voetbalclub uit Mechelen-aan-de-Maas. De club is aangesloten bij de KBVB met stamnummer 5384 en heeft blauw en wit als kleuren.

## Geschiedenis
De geschiedenis van de voetbalclub gaat terug tot begin jaren 20 van de 20ste eeuw. In 1922 werd in Mechelen-aan-de-Maas voetbalclub Victoria VV opgericht. De club speelde aanvankelijk vriendenwedstrijden. Een jaar later ontstonden in de gemeente nog twee nieuwe clubs, Mechelse VV en Standaard VV. In 1927 fusioneerden de drie clubs tot Mechelse Sport, dat zich aansloot bij de Belgische Voetbalclub. De club speelde in zwart-witte kleuren en speelde in de gewestelijke reeksen. Tijdens de jaren 30 klom de club op tot op het hoogste provinciale niveau. In 1928 ontstond nog een andere club, Cerkel Sportief. Ook deze club klom in de jaren 30 op naar het hoogste provinciale niveau.
In 1950 gingen Mechelse Sport en Cerkel Sportief uiteindelijk samen op 26 augustus.Nochtans was vier dagen ervoor de nieuwe kalender uitgebracht.Hierdoor promoveerde Stokkem VV in plaats van het verdwenen Cerkel Sportief Mechelen.  VV Verbroedering Mechelen-aan-de-Maas sloot zich aan bij de Belgische Voetbalbond en kreeg er stamnummer 5384 toegekend. Na het verdwijnen van Cerkel Sportief zou die club een paar jaar later heropgericht worden als CS Mechelen-aan-de-Maas in de volksmond "Cerkel Mechelen" genoemd, dat bij de KBVB aansloot onder stamnummer 5864. Na een decennium kende fusieclub Verbroedering Maasmechelen succes in Eerste Provinciale. Verbroedering werd kampioen met vijf punten voorsprong op Hamontlo VV en Zonhoven VV en promoveerde zo voor het eerst naar de nationale reeksen.
Ook in Vierde Klasse bleef Mechelen-aan-de-Maas het goed doen en in het derde seizoen werd de club kampioen, na met evenveel punten te zijn geëindigd als Hasseltse VV. Zo stootte men in 1963 door naar Derde Klasse. Na een paar jaar strandde men daar in 1966 echter afgetekend op een laatste plaats en zo degradeerde Mechelen-aan-de-Maas na drie jaar terug naar Vierde Klasse. De club bleef problemen kennen, want ook daar strandde men een jaar later op een degradatieplaats. Na zeven jaar nationaal voetbal verdween de club zo in 1967 weer naar de provinciale reeksen. Nog een jaar later zakte Mechelen-aan-de-Maas zelfs naar Tweede Provinciale, al keerde men na een jaar terug op het hoogste provinciale niveau.
In de jaren 70 werd de gemeente Mechelen-aan-de-Maas een deel van fusiegemeente Maasmechelen. Ook Eisden behoorde nu tot de nieuwe gemeente, en zo kende Maasmechelen met Patro Eisden een voetbalclub in de hoogste nationale reeksen. In 1976 zakte Verbroedering Maasmechelen opnieuw naar Tweede Provinciale, en bleef daar de volgende jaren spelen. In 1988 volgde zelfs een degradatie naar Derde Provinciale.
In de eerste helft van de jaren 90 kon de club weer opklimmen. Dankzij een promotie in 1991 en 1995 keerde Maasmechelen weer terug op het hoogste provinciale niveau. In die periode speelde de jongere club uit het dorp, CS Mechelen-aan-de-Maas, in de nationale bevorderingsreeksen. Die club zakte in 1997, zodat in 1997/98 beide clubs uit Mechelen-aan-de-Maas een seizoen samen speelden in Eerste Provinciale. Cerkel zakte, maar Verbroedering werd de volgende jaren wel een van de betere clubs. Zowel in 1999 als in 2000 haalde men er de eindronde, maar telkens zonder succes. In 2001 haalde men opnieuw de eindronde. In de provinciale eindronde ging men voorbij KSC Hasselt en Turkse Rangers, om vervolgens in de interprovinciale eindronde RFC Bioul 81 en KFC Izegem opzij te zetten en promotie was een feit. Na meer dan drie decennia provinciaal voetbal bereikte Verbroedering Maasmechelen zo weer de nationale reeksen.
In Vierde Klasse was Verbroedering meteen bij de beteren van de reeks en haalde een plaats in de eindronde. Daar was Sprimont Sportive echter te sterk. Het volgende seizoen verliep minder vlot en men eindigde maar net boven de degradatieplaatsen. In 2005 eindigde Verbroedering Maasmechelen afgetekend als laatste en zo zakte de club na vier jaar opnieuw naar Eerste Provinciale.
De volgende jaren ging de club enkele keren op en neer tussen Vierde Klasse en Eerste Provinciale. In april 2006 behaalde men na een testwedstrijd tegen Cobox 76 immers al meteen weer de titel in Eerste Provinciale en zo keerde men na een jaar weer terug in de nationale reeksen. Dat seizoen 2006/07 trof men in Vierde Klasse Patro Eisden aan; het was de eerste keer dat Verbroedering Maasmechelen op hetzelfde niveau als Patro speelde. Het seizoen verliep moeilijk en Verbroedering Maasmechelen moest naar de eindronde om te strijden voor behoud. In de eerste ronde verloor men van Léopold Uccle FC, in de interprovinciale eindronde van KVK Wellen, en zo zakte men in 2007 na een jaar opnieuw naar Eerste Provinciale. Een jaar later haalde men daar alweer de titel, en zo stond Verbroedering Maasmechelen in 2008 nogmaals in Vierde Klasse naast gemeentegenoot Patro Eisden Maasmechelen. Daar liep het weer niet vlot en men eindigde weer op een degradatieplaats. Voor de derde keer in vijf jaar tijd degradeerde Verbroedering Maasmechelen naar Eerste Provinciale. Ditmaal volgde geen snelle terugkeer, maar de club zakte daarentegen een jaar later zelfs naar Tweede Provinciale.
In het 2013 fusioneerde Verbroedering Maasmechelen uiteindelijk met CS Mechelen-aan-de-Maas. De fusieclub werd Eendracht Mechelen-aan-de-Maas genoemd, dat verder speelde met stamnummer 5384 van Verbroedering in Tweede Provinciale.
In seizoen 2016-17 werd de promotie naar eerste provinciale bereikt.

## Resultaten
| Seizoen | Klasse | Klasse | Klasse | Klasse | Klasse | Klasse | Klasse | Klasse | Klasse | Reeks                                                    | Punten                                                   | Opmerkingen                                              |
|         | 1A     | 1B     | 1Am    | 2Am    | 3Am    | P.I    | P.II   | P.III  | P.IV   | Vanaf 2016-17 zijn er 3 nationale en 2 regionale niveaus | Vanaf 2016-17 zijn er 3 nationale en 2 regionale niveaus | Vanaf 2016-17 zijn er 3 nationale en 2 regionale niveaus |
| ------- | ------ | ------ | ------ | ------ | ------ | ------ | ------ | ------ | ------ | -------------------------------------------------------- | -------------------------------------------------------- | -------------------------------------------------------- |
| 2016/17 |        |        |        |        |        |        | 2      |        |        | Tweede Prov. Lim. B                                      | 66                                                       | Promotie                                                 |
| 2017/18 |        |        |        |        |        | 12     |        |        |        | Eerste Prov. Lim.                                        | 34                                                       |                                                          |
| 2018/19 |        |        |        |        |        | 13     |        |        |        | Eerste Prov. Lim.                                        | 26                                                       |                                                          |
| 2019/20 |        |        |        |        |        | 11     |        |        |        | Eerste Prov. Lim.                                        | 30                                                       | Vroegtijdig stopgezet wegens de Coronacrisis             |
| 2020/21 |        |        |        |        |        | -      |        |        |        | Eerste Prov. Lim.                                        | -                                                        | Seizoen geschrapt wegens de Coronacrisis                 |
| 2021/22 |        |        |        |        |        | 14     |        |        |        | Eerste Prov. Lim.                                        | 17                                                       | Degradatie                                               |
| 2022/23 |        |        |        |        |        |        | 1      |        |        | Tweede Prov. Lim. B                                      | 58                                                       |                                                          |
| 2023/24 |        |        |        |        |        | 12     |        |        |        | Eerste Prov. Lim.                                        | 35                                                       |                                                          |
| 2024/25 |        |        |        |        |        | 14     |        |        |        | Eerste Prov. Lim.                                        | 23                                                       |                                                          |
| 2025/26 |        |        |        |        |        |        |        |        |        | Tweede Prov. Lim. B                                      |                                                          |                                                          |

## Bekende (ex-)spelers
- Kenneth Schuermans
- Patrick Teppers
- Leon Dolmans

## Bekende (ex-)jeugdspelers
- Taner Taktak
- Cem Unal
- Karel Geraerts